# Mount Johns (Prince Charles Mountains)
Mount Johns ist ein 2080 m hoher, isolierter, am Gipfel abgeflachter und steilwandiger Berg im ostantarktischen Mac-Robertson-Land. Er ragt an der Westflanke des Lambert-Gletschers in den südlichen Prince Charles Mountains auf.
Wissenschaftler der Australian National Antarctic Research Expeditions entdeckten ihn im Dezember 1956 bei einem Flug zur Erstellung von Luftaufnahmen. Das Antarctic Names Committee of Australia benannte ihn nach David H. Johns, Physiker auf der Mawson-Station im antarktischen Winter 1957, der bereits 1954 auf der Macquarieinsel überwintert hatte.